# Ryan Rohlinger
Pour les articles homonymes, voir Rohlinger.
Ryan Lee Rohlinger, né le 7 octobre 1983 à West Bend (Wisconsin) aux États-Unis, est un joueur américain au baseball. Il évolue en Ligue majeure à la position de troisième but avec les Indians de Cleveland.

## Carrière
Après des études secondaires à la West Bend East High School de West Bend (Wisconsin), Ryan Rohlinger suit des études supérieures à l'Université d'Oklahoma où il porte les couleurs des Oklahoma Sooners de 2004 à 2006.  
Il est drafté dès le 7 juin 2005 par les Cardinals de Saint-Louis au 21e tour de sélection, mais repousse l'offre. Rohlinger rejoint les rangs professionnels à l'issue de la draft du 6 juin 2006 par les Giants de San Francisco au sixième tour de sélection.
Il perçoit un bonus de 40 000 dollars à la signature de son premier contrat professionnel le 20 juin 2006. 
Rohlinger passe deux saisons en Ligues mineures avant d'effectuer ses débuts en Ligue majeure le 13 août 2008. Il réussit son premier coup sûr en Ligue majeure, un double, dès sa première partie, disputée avec les Giants contre les Astros de Houston.
Il joue 21 matchs pour les Giants en 2008 et 12 en 2009, évoluant généralement au troisième but. Même nombre d'apparition en MLB en 2010. Il ne participe à aucune partie de séries éliminatoires et ne contribue pas à la conquête de la Série mondiale 2010 par le club californien.
Il n'apparaît que dans une seule partie des Giants en 2011 avant d'être cédé au ballottage et réclamé par les Rockies du Colorado le 2 juin. Il est libéré par Colorado après la saison sans avoir joué un seul match pour les Rockies.
Il signe le 26 janvier 2012 un contrat des ligues mineures avec les Indians de Cleveland.

## Vie personnelle
Ryan Rohlinger est le neveu de Willie Mueller, un ancien lanceur de baseball professionnel qui a brièvement joué (6 parties) pour les Brewers de Milwaukee de la MLB en 1978 et 1981.

## Statistiques
| Saison | Équipe        | G  | AB | R | H | 2B | 3B | HR | RBI | SB | BA   |
| ------ | ------------- | -- | -- | - | - | -- | -- | -- | --- | -- | ---- |
| 2008   | San Francisco | 21 | 32 | 2 | 3 | 1  | 1  | 0  | 2   | 0  | .094 |
| 2009   | San Francisco | 12 | 19 | 0 | 3 | 1  | 0  | 0  | 4   | 0  | .158 |
| 2010   | San Francisco | 12 | 15 | 1 | 3 | 0  | 0  | 0  | 1   | 0  | .200 |
| Totaux | Totaux        | 45 | 66 | 3 | 9 | 2  | 1  | 0  | 7   | 0  | .136 |

Note : G = Matches joués ; AB = Passages au bâton; R = Points ; H = Coups sûrs ; 2B = Doubles ; 3B = Triples ; 
HR = Coup de circuit ; RBI = Points produits ; SB = Buts volés ; BA = Moyenne au bâton.